# بوبر ابروسیاه
بوبر ابروسیاه (نام علمی: Arizelocichla fusciceps) نام یک گونه از سرده بوبرهای آفریقایی است.